# Nieuw-Zeeland op de Olympische Winterspelen 1998
Tijdens de Olympische Winterspelen van 1998, die in Nagano (Japan) werden gehouden, nam Nieuw-Zeeland voor de elfde keer deel.

## Deelnemers en resultaten
(m) = mannen, (v) = vrouwen 

### Alpineskiën
| Olympiër        | Discipline | Resultaat | Prestatie    |
| --------------- | ---------- | --------- | ------------ |
| Claudia Riegler | slalom (v) | dnf-1     | opgave run 1 |

### Bobsleeën
| Olympiër                  | Discipline                    | Resultaat | Prestatie                                       |
| ------------------------- | ----------------------------- | --------- | ----------------------------------------------- |
| Alan Henderson Angus Ross | 2-mansbob (m) Nieuw-Zeeland I | 28e       | 3.44,66 (+7,42) (56,29 / 56,28 / 56,12 / 55,97) |

### Freestyleskiën
| Olympiër       | Discipline | Resultaat | Prestatie                    |
| -------------- | ---------- | --------- | ---------------------------- |
| Richard Ussher | moguls (m) | 25e       | dnq (kwalificatie: 20,75 p.) |
| Kylie Gill     | moguls (v) | dnf       | dnq (kwalificatie: opgave)   |

### Rodelen
| Olympiër   | Discipline | Resultaat | Prestatie                                             |
| ---------- | ---------- | --------- | ----------------------------------------------------- |
| Angie Paul | vrouwen    | 19e       | 3.28,466 (+4,687) (52,534 / 52,254 / 51,870 / 51,808) |

### Schaatsen
| Olympiër         | Discipline | Resultaat | Prestatie       |
| ---------------- | ---------- | --------- | --------------- |
| Andrew Nicholson | 1000 m (m) | 35e       | 1.13,86 (+3,22) |
| Andrew Nicholson | 1500 m (m) | 40e       | 1.55,06 (+7,19) |

### Snowboarden
| Olympiër    | Discipline       | Resultaat | Prestatie    |
| ----------- | ---------------- | --------- | ------------ |
| Pamela Bell | reuzenslalom (v) | dnf-1     | opgave run 1 |

Amerikaanse Maagdeneilanden · Andorra · Argentinië · Armenië · Australië · Azerbeidzjan · België · Bermuda · Bosnië en Herzegovina · Brazilië · Bulgarije · Canada · Chili · China · Chinees Taipei · Cyprus · Denemarken · Duitsland · Estland · Finland · Frankrijk · Georgië · Griekenland · Groot-Brittannië · Hongarije · Ierland · IJsland · India · Iran · Israël · Italië · Jamaica · Japan · Joegoslavië · Kazachstan · Kenia · Kirgizië · Kroatië · Letland · Liechtenstein · Litouwen · Luxemburg · Macedonië · Moldavië · Monaco · Mongolië · Nederland · Nieuw-Zeeland · Noord-Korea · Noorwegen · Oekraïne · Oezbekistan · Oostenrijk · Polen · Portugal · Puerto Rico · Roemenië · Rusland · Slovenië · Slowakije · Spanje · Trinidad en Tobago · Tsjechië · Turkije · Uruguay · Venezuela · Verenigde Staten · Wit-Rusland · Zuid-Afrika · Zuid-Korea · Zweden · Zwitserland